# Pittsburgh Panthers

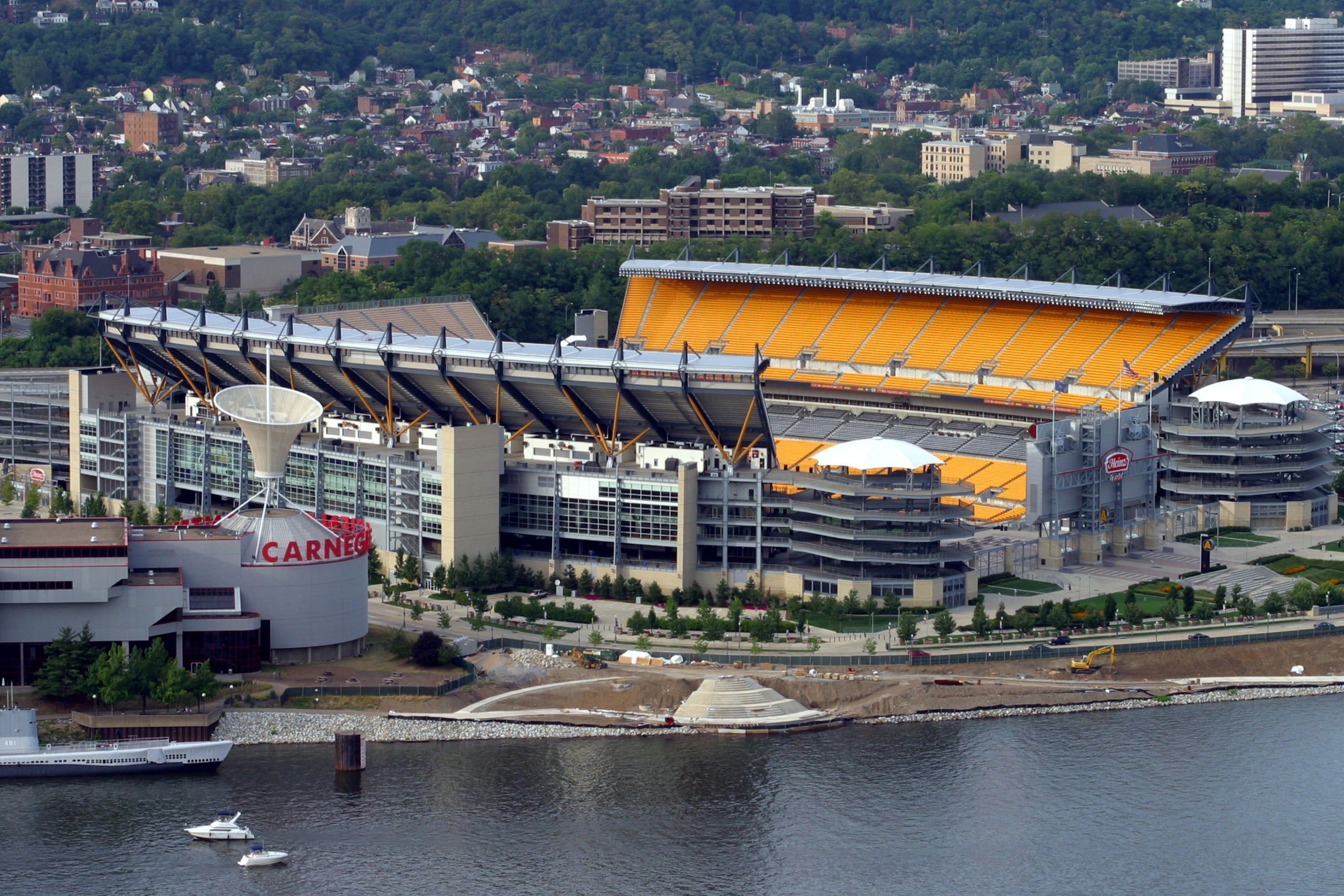
Heinz Field.

Pittsburgh Panthers (español: Panteras de Pittsburgh) es el nombre de los equipos deportivos de la Universidad de Pittsburgh. Los 19 equipos de los Panthers participan en las competiciones universitarias de la NCAA, en la Atlantic Coast Conference. La adopción de un puma como mascota data de 1909.

## Fútbol americano
El equipo más exitoso de la universidad es el de fútbol americano, que se ha alzado con el campeonato nacional en nueve ocasiones (1915, 1916, 1918, 1929, 1931, 1934, 1936, 1937 y 1976). Talentos como Dan Marino  y Larry Fitzgerald  proceden de los Panthers.

## Baloncesto
El programa de baloncesto masculino ha ganado el título nacional en 1928 y 1930, y 11 de conferencia. Además, ha aparecido en 23 ocasiones en el torneo de la NCAA. 
De esta universidad han salido notables baloncestistas que han pasado por la NBA, cabe destacar a Billy Knight o Steven Adams.
Estos son los números retirados por la universidad de Pittsburgh, en su pabellón, el Petersen Events Center, y que no pueden ser usados por ningún otro jugador de la universidad.
| Número | Jugador          | Años      |
| ------ | ---------------- | --------- |
| 10     | Don Hennon       | 1956–1959 |
| 34     | Billy Knight     | 1971–1974 |
| 32     | Charles D. Smith | 1984–1988 |
| 20     | Brandin Knight   | 1999–2003 |